# Фрот
Фрот представлява хомосексуална игра, при която еректиралите
пениси на двамата партньори се допират и се извършват фрикционни движения.
Обикновено единият партньор обхваща със своята ръка плътно допрените един до друг пениси. Това е особено възбуждаща игра и понякога партньорите предпочитат да мастурбират по този начин заедно.
По-рядко фрот може да има и при хетеросексуален акт 
- когато пенисът дълго време е притиснат към вагината, но без да прониква във влагалището (но това е по-скоро форма на петинг).
При лесбийките тази форма на любовна игра се нарича трибадизъм – вагините са допрени една в друга и се търкат с долната тазова част.
Поради факта, че при този вид практика няма проникване, с нея се свежда до минимум риска от предаване на ХИВ/СПИН и други болести, предавани по полов път.